# Peel Banking Act

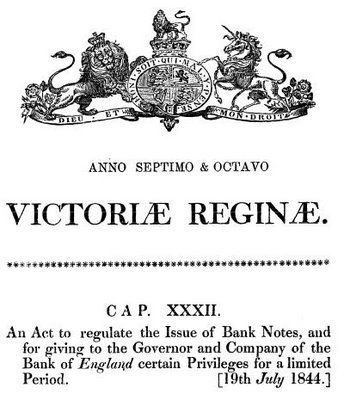
Bank Act of 1844

O Bank Charter Act 1844, às vezes referido como o Peel Banking Act de 1844, foi um ato do Parlamento do Reino Unido, aprovado sob o governo de Robert Peel, que restringiu os poderes dos bancos britânicos e deu poderes exclusivos de emissão de notas ao Banco Central da Inglaterra.

## Propósito
Até meados do século XIX, os bancos comerciais na Grã-Bretanha e Irlanda eram capazes de emitir suas próprias notas, e as notas emitidas por empresas bancárias provinciais eram comumente em circulação.
Sob a Lei de 1844, o bullionismo foi institucionalizado na Grã-Bretanha, criando uma relação entre as reservas de ouro detidas pelo Banco da Inglaterra e as notas que o Banco poderia emitir e limitou a emissão por bancos ingleses e galeses de notas não lastreadas em ouro do Banco da Inglaterra a até £ 14 milhões. A lei também impôs restrições rigorosas à emissão de notas pelos bancos do país, proibindo quaisquer novos "bancos de emissão" em qualquer parte do Reino Unido e, assim, iniciando o processo de centralização da emissão de notas.
A lei foi uma vitória para a Escola Monetária Britânica, que argumentou que a emissão de novas notas era uma das principais causas da inflação de preços.
Embora a Lei exigisse que as novas notas fossem totalmente lastreadas em ouro ou dívida pública, o governo manteve o poder de suspender a Lei em caso de crise financeira, e isso de fato aconteceu várias vezes: em 1847 e 1857, e durante a crise de Overend Gurney de 1866.
Além disso, embora a lei restringisse a oferta de novas notas, ela não restringia a criação de novos depósitos bancários, e estes continuariam a aumentar de tamanho ao longo do século 19.
Os depósitos bancários são quantias de dinheiro que um banco, apoiado por garantias consideráveis, pode optar por depositar na conta do titular como um empréstimo que requer reembolso com juros. O dinheiro passa a existir quando o banco cria o depósito e quando o empréstimo é pago, o dinheiro desaparece do balanço do banco.  Embora um empréstimo seja efetivamente um adiantamento em dinheiro fornecido pelo banco ao cliente, a longo prazo o efeito da criação irrestrita de depósitos bancários (dinheiro) pode levar à inflação nos mercados para os quais esse dinheiro é canalizado, como o mercado imobiliário por meio de empréstimos hipotecários dos bancos.
Como resultado da Lei, à medida que as empresas bancárias provinciais se fundiram para formar bancos maiores, elas perderam o direito de emitir notas. A nota privada inglesa acabou por desaparecer, deixando o Banco de Inglaterra com o monopólio da emissão de notas em Inglaterra e no País de Gales. O último banco privado a emitir suas próprias notas na Inglaterra e no País de Gales foi o Fox, Fowler and Company, em 1921.
O Bank Notes (Scotland) Act 1845 adotado um ano depois foi mais brando, permitindo que os bancos na Escócia emitissem mais do que seu valor de circulação de 1845, desde que a circulação adicional fosse lastreada libra por libra com reservas de ouro na matriz. Os bancos que se fundiram também foram autorizados a combinar suas emissões.
Hoje, três bancos comerciais na Escócia e três na Irlanda do Norte continuam a emitir as suas próprias notas de libra esterlina, reguladas pelo Banco de Inglaterra.

## Banking Act 2009
O Banking Act 2009 aboliu o "retorno semanal" do número de notas emitidas pelo Banco da Inglaterra: "A Seção 6 do Bank Charter Act 1844 (Banco para produzir conta semanal) deixará de ter efeito".

## Resultados
O historiador econômico de Cambridge Charles Read argumentou que essa legislação reduziu a capacidade fiscal da Grã-Bretanha de pagar por ajuda humanitária durante a Grande Fome na Irlanda (1845-1852), e que também tornou as crises financeiras de 1847, 1857 e 1866 piores do que teriam sido. (Explicações mais tradicionais para as decisões do Governo do Reino Unido de reter o socorro e a intervenção são dadas no artigo sobre a fome.)